# Neil Rushton
Neil Rushton – dyrektor artystyczny i założyciel Network Records. Jedna z centralnych postaci w ewolucji elektronicznej muzyki tanecznej. Był jednym z głównych promotorów w Anglii muzyki house i techno pochodzącej z Chicago i Detroit. Za sprawą jego kompilacji Techno! The New Dance Sound of Detroit muzyka grana w Detroit, wcześniej nazywana Detroit House została nazwana Techno.

## Życiorys
Rushton urodził się w Birmingham w połowie lat 50. XX w., ale w wieku 10 lat przeniósł się do pobliskiego Walsall; Potem zamieszkał w Burntwood, niedaleko Lichfield. 
Pod koniec lat 60. rozwinął pasję do czarnej muzyki amerykańskiej, a na początku lat 70. po raz pierwszy zaangażował się w północną scenę soulową, uczestnicząc w wydarzeniach Northern Soul w klubach The Catacombs w Wolverhampton i Golden Torch w Tunstall. 
W 1975 roku, w wieku 21 lat, Neil promował imprezę Northern Soul w Queen Mary's Ballroon w Dudley Zoo. Następnie założył Heart of England Soul Club (HESC) gdzie organizował i promował cało koncerty Northern Soul and Jazz Funk, następnie w Tiffany's w Coalville, a później w The Ritz i Blackpool Mecca w Manchesterze. W 1977 roku zorganizował we współpracy z DJ-ami Ianem Levine'em i Colinem Curtisem, Blackpool Mecca Soul Festival  w którym uczestniczył amerykański zespół Brass Construction. Wydarzenia HESC wyróżniały się eklektyczną polityką muzyczną, w której występowały brzmienia soulu, Jazz Funk i Disco. 
W tej samej dekadzie założył wytwórnię Inferno Records, która specjalizowała się w licencjonowaniu i reedycji muzyki spopularyzowanej na północnej scenie soulowej. Później, w latach 80., Rushton zarządzał zespołem Dream Factory i założył Kool Kat Records w 1987 roku, wytwórnię płytową, która specjalizowała się w imporcie muzyki house i techno z USA. Udana kompilacja z 1986 roku, The House Sound of Chicago, sprawiła, że Neil Rushton nawiązał współpracę z Derrickiem Mayem, której rezultatem miał być odpowiednik stworzony w Motor City. Album The House Sound of Detroit był już gotowy do tłoczenia, gdy zasugerowano, aby nadać mu nazwę jednego z utworów, Techno Music, Juana Atkinsa. Kompilacja została więc opublikowana jako Techno! The New Dance Sound of Detroit, co dało początek nazwy dla tej stylistyki.
W 2001 roku założył wytwórnię płytową SuSU, skupiającej się na muzyce wokalnej i soulowej w Wielkiej Brytanii.  W 2009 roku napisał i opublikował książkę Northern Soul Stories: Angst and Acetates, historię północnej sceny soulowej od jej początków na początku lat 60. do dnia dzisiejszego.